# Centret för konstfrämjande
Centret för konstfrämjande (finska:  Taiteen edistämiskeskus, eller Taike), är ett finländskt ämbetsverk för konstfrämjande. 
Centret för konstfrämjande delar ut stipendier till konstnärer och bidrag till sammanslutningar inom konstfältet. Det ligger under Undervisnings- och kulturministeriet och har sitt huvudkontor i Helsingfors.
Centret för konstfrämjande grundades 2013 och ersatte då Centralkommissionen för konst.

## Källa
- Informationsbroschyr om Centret för konstfrämjande